# Vallecillosaurus
Vallecillosaurus ("lagarto de Vallecillo") es un género extinto de reptiles mosasauroideos del Cretácico Superior (Turoniense, hace cerca de 95 millones de años). Sus restos fósiles fueron encontrados en el norte de México, en el estado de Nuevo León, en la Formación Agua Nueva.

## Descripción
Este reptil fósil es conocido a partir de un esqueleto articulado que sólo conserva la mitad trasera. Con un par de metros de largo, este animal debió de tener un cuerpo más bien alargado y la cola sólo parcialmente adaptada a la vida acuática. Las características, en cualquier caso, indican que era representante del grupo de aigialosáuridos. En comparación con los otros miembros del grupo, las vértebras caudales de Vallecillosaurus poseían mayores espinas neurales y una tibia de grandes dimensiones. Esta especie, también, poseía patas traseras primitivas en comparación con los de la mosasáuridos posteriores, en el que se han adaptado completamente a la vida acuática con el desarrollo de aletas.

## Preservación de tejidos blandos
El ejemplar encontrado es de gran importancia, dado que conserva impresiones de la piel del animal; se trataba de un revestimiento de escamas romboidales organizadas en filas oblicuas. También se conservaron contenidos del abdomen, que incluyen quince guijarros de carbonato, probablemente utilizados por el animal para aumentar su peso y permanecer en el agua (gastrolitos).

## Hábitat
Vallecillosaurus se encuentra entre los más antiguos aigialosáuridos hallados en Norteamérica. La presencia de este animal en un continente diferente a Europa, en donde se han hallado a los otros aigialosáuridos, sugiere que estos animales poseían una notable capacidad de para andar a través del mar abierto; hasta el descubrimiento de este género, dicha habilidad no había sido tomada muy en cuenta por los expertos. Es probable, por lo tanto, que Vallecillosaurus y sus párientes cercanos pudiesen nadar y cruzar el mar, aparte de moverse por las aguas costeras y los ríos.